# ヨルダンカ・ドンコワ
ヨルダンカ・ドンコワ（ブルガリア語: Йорданка Донкова、1961年9月28日 - ）は、ブルガリアの陸上競技選手。1980年代を代表するハードラーで、1988年ソウルオリンピック女子100mハードルの金メダリスト。ソフィア郊外のゴルニ・ボグロフ出身。
ドンコワは、1986年にそれまでの100mハードルの世界記録（1980年にポーランドのグラジナ・ラブシチンが記録した12秒36）をわずか1か月足らずの間に3回更新し、12秒26まで縮めた。一度は同じブルガリアのギンカ・ザゴルチェワに破られた（12秒25）ものの、1988年に12秒21の世界記録を樹立し、再度世界記録保持者となった。この記録は、2016年7月にケンドラ・ハリソンが12秒20を記録したことにより、約28年ぶりに更新された（2023年現在では歴代3位）。
3人の子供を儲け、長男はプロサッカー選手のジフコ・アタナソフである。

## 更新した世界記録（100mハードル）
| 記録   | 場所                       | 日付          | 備考         |
| ------ | -------------------------- | ------------- | ------------ |
| 12秒36 | ソフィア(ブルガリア)       | 1986年8月13日 | 世界タイ記録 |
| 12秒35 | ケルン(ドイツ)             | 1986年8月17日 |              |
| 12秒29 | ケルン(ドイツ)             | 1986年8月17日 |              |
| 12秒26 | リュブリャナ(スロベニア)   | 1986年9月7日  |              |
| 12秒21 | スタラ・ザゴラ(ブルガリア) | 1988年8月20日 | 世界歴代2位  |

## 主な実績
| 年   | 大会             | 場所                               | 種目         | 結果 | 記録   |
| ---- | ---------------- | ---------------------------------- | ------------ | ---- | ------ |
| 1982 | ヨーロッパ選手権 | アテネ(ギリシャ)                   | 100mハードル | 2位  | 12秒54 |
| 1986 | ヨーロッパ選手権 | シュトゥットガルト(西ドイツ)       | 100mハードル | 1位  | 12秒38 |
| 1986 | ヨーロッパ選手権 | シュトゥットガルト(西ドイツ)       | 4×100mリレー | 2位  | 42秒68 |
| 1987 | 世界室内選手権   | インディアナポリス(アメリカ合衆国) | 60mハードル  | 2位  | 7秒85  |
| 1988 | オリンピック     | ソウル(大韓民国)                   | 100mハードル | 1位  | 12秒38 |
| 1992 | オリンピック     | バルセロナ(スペイン)               | 100mハードル | 3位  | 12秒70 |
| 1994 | ヨーロッパ選手権 | ヘルシンキ(フィンランド)           | 100mハードル | 3位  | 12秒93 |